# Boris Szumilin
Boris Tichonowicz Szumilin (ros. Бори́с Ти́хонович Шуми́лин, ur. 25 maja 1922 w Briańsku, zm. 15 maja 2003 w Moskwie) – radziecki generał pułkownik, wiceminister ochrony porządku publicznego/spraw wewnętrznych ZSRR (1967-1983).

## Życiorys
Od sierpnia 1940 był żołnierzem Armii Czerwonej, był dowódcą oddziału 110 Dywizji Piechoty, w sierpniu 1941 brał udział w walkach pod Mohylewem. W grudniu 1941 wstąpił do 128 oddziału partyzanckiego (późniejsza 14 Brygada Partyzancka) Mohylewskiego Zjednoczenia Partyzanckiego, uczestniczył w akcjach i walkach partyzanckich od stycznia 1942 do października 1943, był ciężko ranny w nogę. Od 1942 lub 1943 członek WKP(b), wraz z dwoma towarzyszami wydawał pismo partyzanckie, które otrzymało tytuł „Partizan-diwiersant”; został jego redaktorem naczelnym. Wyznaczony politrukiem wywiadu 14 Brygady Partyzanckiej Zjednoczenia Mohylewskiego, po połączeniu brygad partyzanckich z regularnymi oddziałami Armii Czerwonej jesienią 1943 został sekretarzem rejonowego komitetu Komsomołu i później skierowany na przeszkolenie w Centralnej Szkole Ruchu Partyzanckiego w Moskwie, po ukończeniu której został wysłany do Brzeskiego Zjednoczenia Partyzanckiego na Zachodniej Białorusi i podziemnego komitetu obwodowego Komsomołu. Po zajęciu tych ziem przez Armię Czerwoną w lipcu 1944 został sekretarzem Komitetu Obwodowego Komsomołu w Brześciu nad Bugiem ds. propagandy i agitacji, w maju 1947 został I sekretarzem Komitetu Obwodowego Komsomołu w Brześciu i delegatem na XI Zjazd Komsomołu. Od 1949 sekretarz odpowiedzialny sekretarz odpowiedzialny zarządu oddziału Stowarzyszenia ds. Rozszerzania Wiedzy Politycznej i Naukowej miasta Brześcia, od 1951 kierownik brzeskiego obwodowego oddziału tego stowarzyszenia, studiował w Wyższej Szkole Partyjnej przy KC WKP(b) i Białoruskim Uniwersytecie Państwowym. Od 1955 kierownik Wydziału Propagandy i Agitacji Brzeskiego Komitetu Obwodowego KPB, od grudnia 1957 I sekretarz Komitetu Rejonowego KPB w Kobryniu, od maja 1961 zastępca kierownika Wydziału Organów Partyjnych KC KPB, od 1963 kierownik Wydziału Organów Administracyjnych KC KPB. Od 15 stycznia 1966 do stycznia 1967 minister ochrony porządku publicznego Białoruskiej Socjalistycznej Republiki Radzieckiej, od stycznia 1967 do maja 1983 wiceminister ochrony porządku publicznego/spraw wewnętrznych ZSRR, potem przewodniczący Komisji Weteranów Wojny i Pracy ZSRR, członek Prezydium i przewodniczący ds. Pracy z Młodzieżą, od 1990 przewodniczący Rady Weteranów Organów i Wojsk Wewnętrznych ZSRR, od 1996 przewodniczący Wszechrosyjskiej Komisji Partyzantów, Działaczy Podziemia i Uczestników Antyfaszystowskiego Ruchu Oporu. Od 25 listopada 1966 generał służby wewnętrznej III rangi, później generał pułkownik służby wewnętrznej. Członek Komitetu Weteranów Wojny Federacji Rosyjskiej, zastępca przewodniczącego Rady Weteranów Pracy, Wojny, Sił Zbrojnych i Organów Ochrony Prawa Federacji Rosyjskiej, członek Komisji ds. Weteranów przy Prezydencie Rosji, członek Komitetu Organizacyjnego przy Władzach Federacji Rosyjskiej.

## Odznaczenia
- Order Rewolucji Październikowej
- Order Wojny Ojczyźnianej I klasy
- Order Czerwonego Sztandaru Pracy (czterokrotnie)
- Order Czerwonej Gwiazdy (29 września 1942)
- Order „Znak Honoru”
- Odznaka "Zasłużony Funkcjonariusz MWD ZSRR
- Zasłużony Funkcjonariusz MWD Rosji
- Honorowa Gramota Władz Federacji Rosyjskiej
- Medal Partyzantowi Wojny Ojczyźnianej I klasy
- Medal Partyzantowi Wojny Ojczyźnianej II klasy

I ordery bułgarskie, mongolskie i polskie.